# ZNF274
ZNF274‏ (Zinc finger protein 274) هوَ بروتين يُشَفر بواسطة جين ZNF274 في الإنسان.